# Raymond Sackler
Raymond Sackler, född 16 februari 1920 i New York, död 17 juli 2017 i Greenwich, Connecticut, var en amerikansk psykiater och företagsledare.

## Biografi
Raymond Sackler var bror till Mortimer Sackler och Arthur Sackler och växte upp i en judisk invandrarfamilj i Brooklyn, son till livsmedelshandlaren Isaac Sackler från Polen och Sophie Ziesel. Han avlade kandidatexamen 1938 vid New York University och utbildade sig till läkare vid University of Glasgow i Storbritannien. Han stannade i Skottland efter andra världskrigets utbrott 1939 och anslöt sig som frivillig i Home Guard och tjänstgjorde också som flygspanare. Han återvände till USA och fullföljde sina läkarstudier vid Middlesex University School of Medicine i Waltham i Massachusetts med examen 1944. 
Han arbetade, tillsammans med sina två bröder, på Creedmoor Psychiatric Center i New York, där de bedrev forskning i schizofreni och i manodepressiv sjukdom.
Han ägde en tredjedel i familjeföretaget och läkemedelstillverkaren Purdue Pharma och drev företaget tillsammans med brodern Mortimer Sackler. Purdue Pharma har gjort sig känt framförallt för sitt opioidläkemedel OxyContin.
Raymond Sackler gifte sig 1944 med Beverly Feldman (1923 eller 1924–2019), som också var engagerad i familjeföretaget Purdue Pharma. Paret hade två söner: Richard Sackler och Jonathan Sackler.
Han och hans bröder har donerat stora belopp till medicinsk verksamhet och naturvetenskaplig forskning samt till konst. Sackler Wing på Metropolitan Museum of Art i New York inrymmer Isistemplet i Dendur och Raymond and Beverly Sackler Wing på British Museum hyser museets samling av konst från forntidens Främre Orienten och Egypten.